# Circuito de Fiorano
Fiorano Circuit é uma pista de corrida pertencente à Ferrari e utilizada para teste e desenvolvimento de carros. Está localizada na comuna italiana de Fiorano Modenese, adjacente à sede.
O circuito foi inaugurado em 1972.
Antes da sua construção, a Ferrari utilizava o Autódromo de Modena, agora inexistente, mas por várias questões como a complicada logística e a necessidade de ter uma pista exclusiva para a Ferrari (o de Modena era compartilhado), foi decidida a concepção de um novo circuito nas proximidades de Maranello, cidade sede da Ferrari.

## Galeria

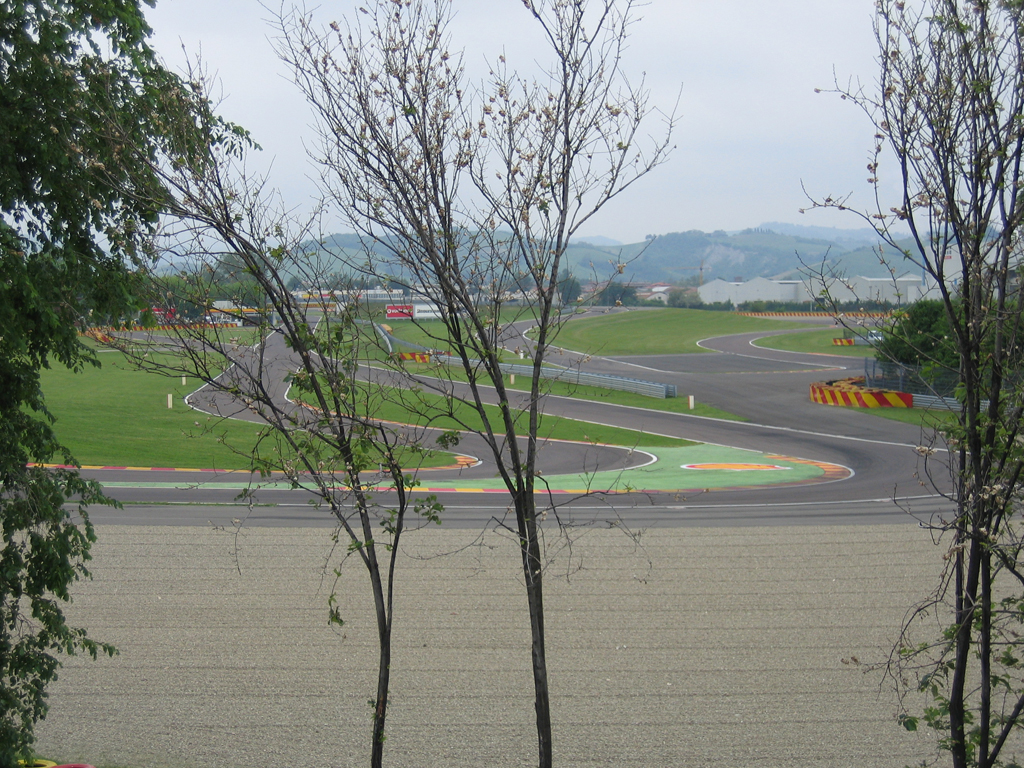
Vista geral do circuito
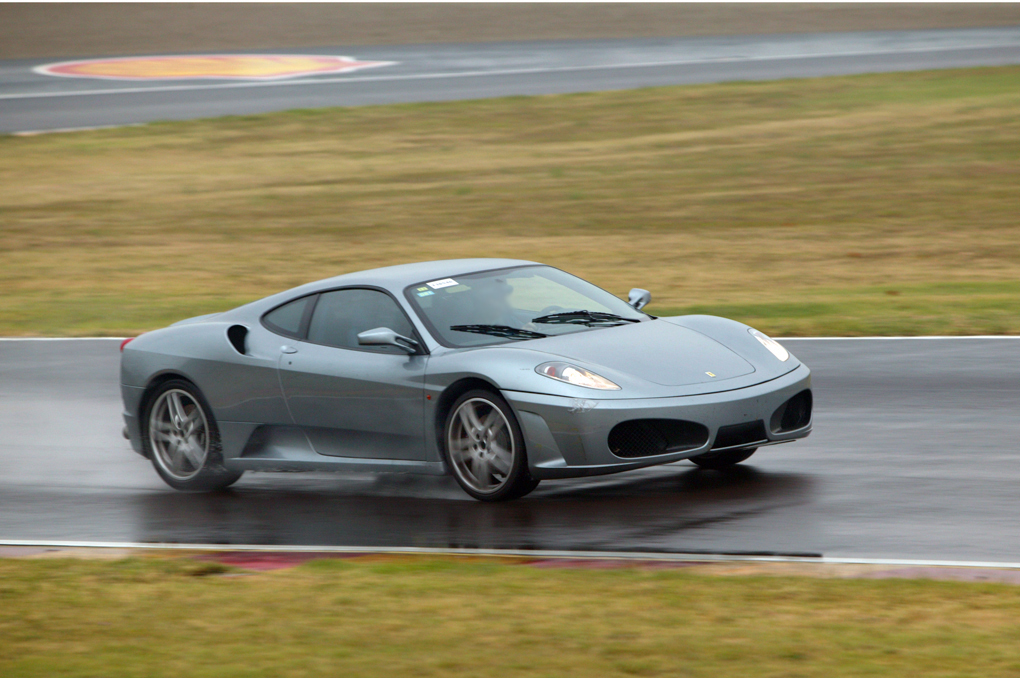
Ferrari F430 na pista

## Recordes
| Carro                          | Recorde   | Piloto             | Data      | Nota                |
| Fórmula 1                      | Fórmula 1 | Fórmula 1          | Fórmula 1 | Fórmula 1           |
| ------------------------------ | --------- | ------------------ | --------- | ------------------- |
| Ferrari F2004                  | 0'55.999  | Michael Schumacher | 2004      |                     |
| Ferrari F2003-GA               | 0'56.33   | Michael Schumacher | 2003      |                     |
| Ferrari 248 F1                 | 0'57.099  | Felipe Massa       | 2006      |                     |
| Ferrari F2005                  | 0'57.146  | Michael Schumacher | 2005      |                     |
| Ferrari F2002                  | 0'57.476  | Michael Schumacher | 2002      |                     |
| Ferrari F2007                  | 0'58.366  | Felipe Massa       | 2007      |                     |
| Ferrari F310B                  | 0'59.00   | Michael Schumacher | 1997      |                     |
| Ferrari F2008                  | 0'59.111  | Mirko Bortolotti   | 2008      |                     |
| Ferrari F399                   | 1'00.226  | Luca Badoer        | 1999      |                     |
| Ferrari 412T                   | 1'00.31   | Jean Alesi         | 1994      |                     |
| Carros esportivos              |           |                    |           |                     |
| Ferrari 333 SP                 | 1'11.90   |                    |           | slicks              |
| Ferrari 333 SP                 | 1'13.00   |                    |           | slicks & restrictor |
| Ferrari FXX                    | 1'16.00   | Andrea Bertolini   | 2007      |                     |
| Ferrari 360 GT                 | 1'17.00   |                    |           |                     |
| Ferrari 360 N-GT               | 1'18.90   | Ian Harold Brown   | 2003      |                     |
| Ferrari 360 Challenge          | 1'22.40   |                    | 2003      |                     |
| Maserati Trofeo                | 1'23.85   |                    |           |                     |
| Ferrari 355 Challenge          | 1'25.40   |                    |           | rear wing           |
| Ferrari 348 Challenge          | 1'33.00   |                    |           |                     |
| Carros de passeio              |           |                    |           |                     |
| Ferrari 430 Scuderia           | 1'23.9    |                    | 2007      |                     |
| Ferrari Enzo                   | 1'24.9    |                    | 2002      |                     |
| Maserati MC12                  | 1'25.2    |                    |           |                     |
| Ferrari 599 GTB Fiorano        | 1'26.500  |                    | 2006      |                     |
| Ferrari F50                    | 1'27.00   |                    |           |                     |
| Ferrari 430                    | 1'27.00   | Autobild           | 2007      |                     |
| Ferrari 360 Challenge Stradale | 1'28.00   |                    |           |                     |
| Ferrari F40                    | 1'29.60   |                    |           |                     |
| Ferrari 360 Modena             | 1'31.00   |                    |           |                     |
| Ferrari 550 Maranello          | 1'32.528  |                    |           |                     |
| Ferrari F355 F1                | 1'33.00   |                    | 1997      |                     |
| Ferrari F355                   | 1'34.00   |                    | 1994      |                     |
| Ferrari F512M                  | 1'35.00   |                    | 1995      |                     |
| Ferrari 512TR                  | 1'35.00   |                    | 1992      |                     |
| Ferrari 456GT                  | 1'35.00   |                    |           |                     |
| Maserati 4200 GT               | 1'35.00   |                    |           |                     |
| Ferrari 288 GTO                | 1'36.00   |                    |           |                     |
| Ferrari Testarossa             | 1'36.00   |                    | 1984      |                     |
| Ferrari 348TB                  | 1'37.00   |                    | 1989      |                     |
| Porsche 959                    | 1'37.00   |                    |           |                     |
| Ferrari 328 GTB                | 1'44.00   |                    |           |                     |

### Mapas
- ApocalX maps, via Google Earth
- Satellite picture by Google Maps